# Équipe du Portugal de football au Championnat d'Europe 2012
Cet article relate le parcours de l’équipe du Portugal de football lors du Championnat d'Europe de football 2012 organisé en Pologne et en Ukraine du 8 juin au 1er juillet 2012.
Le Portugal s’est qualifié pour l'Euro 2012 en terminant 2e de son groupe derrière le Danemark et devant la Norvège.
Il se trouve dans le groupe B face au Danemark, l’Allemagne et les Pays-Bas.

## Récit
Paulo Bento est le nouveau sélectionneur. Après le début calamiteux de la qualification de l'Euro 2012 (match nul contre Chypre 4-4 et défaite face à la Norvège 0-1) , le Portugal semble avoir retrouvé ses couleurs en battant le Danemark (3-1) et l'Islande (3-1), relançant ainsi sa course pour la qualification. Le 17 novembre 2010, l'équipe du Portugal gagne contre l'Espagne (4-0), championne du monde et d'Europe en titre, prenant ainsi sa revanche sur son élimination au mondial face à cette même sélection. Le 26 mars 2011 la sélection portugaise rencontre en match amical le Chili, rencontre qui se solde par un nul (1-1), puis le 29 mars la Finlande qui se termine par une victoire des Lusitaniens (2-0). La machine portugaise semble enfin lancée, le Portugal reçoit alors à domicile le 4 juin, pour son premier match de qualification en 2011, le leader du groupe H : la Norvège, qu'ils battent sur le score de 1-0 (but d'Hélder Postiga) et s'emparent ainsi de la première place du groupe à la différence de but.

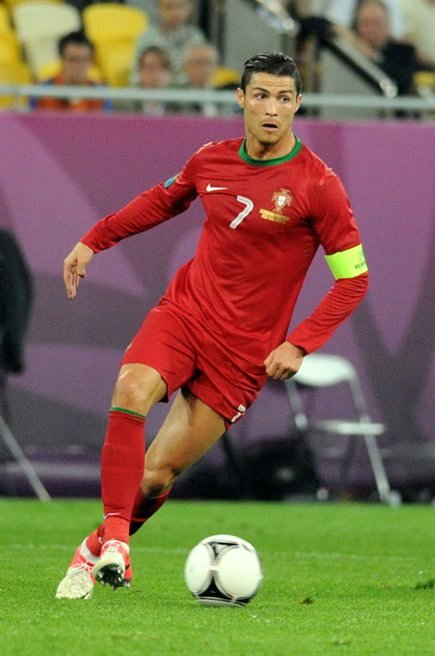
Cristiano Ronaldo capitaine clé de la Selecção.

Le 10 août 2011, la sélection portugaise rencontre le Luxembourg où ils s'imposent notamment grâce aux buts de Postiga, Ronaldo, Coentrão et un doublé de Almeida sur le score de 5-0. Pour assurer sa qualification à l'Euro 2012, la sélection s'est rendue à Chypre le 2 septembre et s'est imposée sur le score de 4-0 (doublé de Ronaldo; Postiga; Almeida et Danny) malgré le claquement de porte soudain de Ricardo Carvalho qui a décidé de prendre sa retraite internationale à la suite d'une discussion avec Paulo Bento l'entraîneur de la sélection portugaise qui lui aurait annoncé sa non-titularisation pour ce match contre Chypre. La Selecção das Quinas remporte son match face à l'Islande le 7 octobre 2011 sur le score de 5-3 (doublé Nani, Helder Postiga, Eliseu, João Moutinho. En remportant son match face à l'Islande, la Selecção jouera la finale de son groupe contre le Danemark le 11 octobre 2011 pour son dernier match de qualification qu'elle perdra 2-1, notamment à cause des absences de Pepe et de Fabio Coentrão, tous deux blessés. Le Portugal rencontre donc en barrages la Bosnie. Le 11 novembre 2011,lors du match aller, le Portugal domine toute la partie mais ne parvient pas à s'imposer notamment à cause d'une pelouse en mauvais état en Bosnie-Herzégovine. Le match retour a lieu quant à lui le 15 novembre 2011 à Lisbonne, et le Portugal livre un très bon match avec une avalanche de buts (doublé de Cristiano Ronaldo et de Helder Postiga, Nani, Miguel Veloso). En s'imposant très nettement sur le score de 6-2, le Portugal valide donc son ticket pour la phase finale du championnat d'Europe 2012 qui aura lieu en Pologne et Ukraine.
Le 2 décembre 2011, lors du tirage au sort de l'Euro 2012, le Portugal est tiré dans le Groupe B avec l'Allemagne, les Pays-Bas et Danemark.
Le 29 février en vue d'une préparation de l'Euro 2012, la Selecção das Quinas s'est rendu à Varsovie pour un match amical. Le Portugal était confronté à l'équipe nationale de Pologne, dans le Stade National de Varsovie qui a été inauguré ce même jour. La rencontre entre les deux sélections s'est conclue sur un nul (0-0).
Avant de se rendre en Pologne pour le Championnat d'Europe des Nations 2012, la Seleção das Quinas rencontre en matchs de préparation deux équipes non-qualifiées que sont la Macédoine et la Turquie. La Seleção réalise un premier match en demi-teinte face à la Macédoine le 26 mai 2012 à Leiria sur un nul (0-0). Lors de son second match de préparation à Lisbonne le 02 juin 2012, la Seleção s'incline face à la Turquie sur le score décevant de 3-1.
Au terme de ces deux matchs de préparation, la Seleção se rend à son centre d'hébergement à Opalenica dans la banlieue de Poznań en Pologne pour la phase finale de l'Euro 2012. De toutes les nations qualifiées pour la phase finale de l'Euro 2012, la Seleção das Quinas bénéficiait du centre d'hébergement le plus coûteux et le plus luxueux.

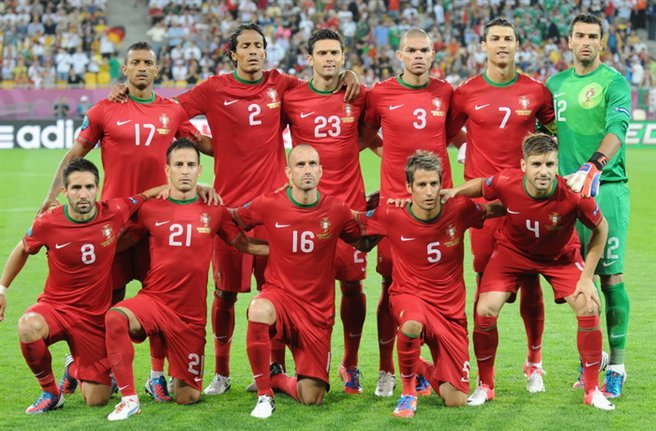
A Seleção en phase de poule face à l'Allemagne le 09 juin 2012.

Membre du groupe B (dit de la Mort), face au Danemark, l'Allemagne (vice championne d'Europe en titre) et des Pays-Bas (vices champions du monde en titre), le Portugal voit donc ses chances de qualification amoindris avant même le début de la compétition.
Après ces deux matchs de préparations très décevants face à la Macédoine (0-0), puis la Turquie (3-1), le Portugal entame son Euro face à l'Allemagne le 09 juin à Lviv en Ukraine sous les yeux de José Mourinho, Figo et Eusébio. 
Les Portugais se procurent la première occasion franche du match par l'intermédiaire de Pepe à la 45e minute, qui place un bon plat du pied au point de penalty, mais ce dernier trouve la barre transversale après un cafouillage dans la défense allemande. En seconde période Mario Gómez ouvre le score pour l'Allemagne à la 73e minute de jeu. De ce fait, les hommes de Bento multiplient les occasions, mais ne parviennent pas à égaliser, malgré un centre dévissé de Nani qui s'écrase à nouveau sur la barre de Manuel Neuer. Au terme de ce premier match de poule les Portugais s'inclinent sur le score de (1-0) malgré un match globalement équilibré et se voient donc contraint de remporter les deux dernières rencontres pour se qualifier.
Le 13 juin, les Lusitaniens affrontent le Danemark dans un match déjà décisif pour la suite de la compétition. Les Portugais parviennent à s'imposer (3-2) grâce à des réalisations de Pepe, Hélder Postiga et Varela. Cristiano Ronaldo passe une soirée cauchemardesque à Lviv. Le capitaine a bien failli devenir un héros malheureux lors de cette rencontre puisqu'à deux reprises, il vendange la balle de 3-1, notamment à la suite d'un face à face dans lequel de manière incompréhensible il envoie son ballon hors cadre. À la suite de cette victoire les Portugais peuvent donc de nouveaux espérer une qualification pour les quarts de finale.
Le 17 juin, les Portugais affrontent les Pays-Bas à Kharkiv en dernier match de poule. Mené par les hollandais dès la 11e minute de jeu à la suite de l'ouverture du score de Van der Vaart, la Seleção parvient à retourner la situation en s'imposant sur le score de (2-1) à la suite d'un doublé de Cristiano Ronaldo qui réalise un très bon match en touchant à deux reprises le poteaux de Maarten Stekelenburg. À la suite de deux victoires et une défaite, les Portugais finissent deuxième de leur groupe et se qualifient ainsi pour les quarts de finale.
Ayant terminé second du groupe B, la Seleção rencontrent donc le premier du groupe A, la République tchèque.
Le 21 juin, les Portugais affrontent donc la République tchèque à Varsovie en quarts de finale. Au terme de ce premier Quart de finale, les Portugais réalisent un bon match en s'imposant sur le score de (1-0). Au cours d'une première période de jeu difficile, les Portugais parviennent difficilement à dominer les Tchèques très solides. Les Portugais parviennent à prendre l'avantage à la suite de la sortie sur blessure de Hélder Postiga à la 40e minute de jeu. Durant toute la seconde période la Seleção multiplie les occasions à la suite de l'entrée de Hugo Almeida en pointe. Cristiano Ronaldo réalise un très bon match en touchant à deux reprises le poteau de Petr Čech et parvient donc à inscrire le seul but  (tête plongeante) de la rencontre à la suite d'une passe décisive de João Moutinho dans la surface de réparation à la 79e minute de jeu.
Le Portugal atteint donc les demi-finales pour la quatrième fois de son histoire et pour la troisième fois sur les quatre derniers championnats d'Europe. Le 27 juin à Donetsk, le Portugal était opposé en demi-finale à son ennemi juré: l'Espagne. 
Après avoir fait douter les champions d'Europe et du Monde en titre pendant 120 minutes (0-0), la Seleção s'incline aux tirs au but (4-2). La Seleção das Quinas quitte donc cet Euro où elle aura  surpris tout le monde notamment avec la révélation d'une équipe soudée, jeune et très prometteuse pour les prochaines années. De plus, la Selecção portugaise fut la seule équipe de cet Euro à ne pas s'être inclinée face à l'Espagne qui a remporté la compétition contre l'Italie mais également la seule équipe à ne pas avoir encaissé de buts espagnols. Au terme de cette compétition, Cristiano Ronaldo, Pepe et Fábio Coentrão sont retenus par l'UEFA dans l'équipe type de ce Championnat d'Europe 2012.

## Effectif
Entraîneur :  Paulo Bento
Le 14 mai, le sélectionneur annonce la liste des 23 joueurs. Le 23 mai, Hugo Viana remplace Carlos Martins, en raison d'une lésion musculaire.
| Numéro / Nom       | Numéro / Nom      | Équipe                   | Sél. (but)      | Date de naissance | J.              |                 |                 |                 |                 |
| Gardiens de but    | Gardiens de but   | Gardiens de but          | Gardiens de but | Gardiens de but   | Gardiens de but | Gardiens de but | Gardiens de but | Gardiens de but | Gardiens de but |
| ------------------ | ----------------- | ------------------------ | --------------- | ----------------- | --------------- | --------------- | --------------- | --------------- | --------------- |
| 1                  | Eduardo           | Benfica Lisbonne         | 27 (0)          | 19 septembre 1982 | 0               | 0               | 0               | 0               | 0               |
| 12                 | Rui Patrício      | Sporting Portugal        | 10 (0)          | 15 février 1988   | 4               | 0               | 0               | 0               | 0               |
| 22                 | Beto              | CFR Cluj                 | 1 (0)           | 1er mai 1982      | 0               | 0               | 0               | 0               | 0               |
| Défenseurs         |                   |                          |                 |                   |                 |                 |                 |                 |                 |
| 2                  | Bruno Alves       | Zénith Saint-Petersbourg | 48 (5)          | 27 novembre 1981  | 4               | 0               | 0               | 0               | 0               |
| 3                  | Pepe              | Real Madrid CF           | 38 (2)          | 26 février 1983   | 4               | 1               | 0               | 0               | 0               |
| 5                  | Fábio Coentrão    | Real Madrid CF           | 20 (1)          | 11 mars 1988      | 4               | 0               | 1               | 0               | 0               |
| 13                 | Ricardo Costa     | Valence CF               | 10 (0)          | 16 mai 1981       | 0               | 0               | 0               | 0               | 0               |
| 14                 | Rolando           | FC Porto                 | 13 (0)          | 31 août 1985      | 3               | 0               | 0               | 0               | 0               |
| 19                 | Miguel Lopes      | Sporting Braga           | 0 (0)           | 19 décembre 1986  | 0               | 0               | 0               | 0               | 0               |
| 21                 | João Pereira      | Sporting CP              | 13 (0)          | 25 février 1984   | 4               | 0               | 1               | 0               | 0               |
| Milieux de terrain |                   |                          |                 |                   |                 |                 |                 |                 |                 |
| 4                  | Miguel Veloso     | Genoa FC                 | 22 (2)          | 11 mai 1986       | 4               | 0               | 1               | 0               | 0               |
| 6                  | Custódio Castro   | Sporting Braga           | 0 (0)           | 24 mai 1983       | 2               | 0               | 0               | 0               | 0               |
| 8                  | João Moutinho     | FC Porto                 | 40 (2)          | 8 septembre 1986  | 4               | 0               | 0               | 0               | 0               |
| 15                 | Rúben Micael      | Real Saragosse           | 7 (2)           | 19 août 1986      | 0               | 0               | 0               | 0               | 0               |
| 16                 | Raul Meireles     | Chelsea                  | 55 (8)          | 17 mars 1983      | 4               | 0               | 1               | 0               | 0               |
| 20                 | Hugo Viana        | Sporting Braga           | 25 (1)          | 15 janvier 1983   | 0               | 0               | 0               | 0               | 0               |
| Attaquants         |                   |                          |                 |                   |                 |                 |                 |                 |                 |
| 7                  | Cristiano Ronaldo | Real Madrid CF           | 88 (32)         | 5 février 1985    | 4               | 3               | 1               | 0               | 0               |
| 9                  | Hugo Almeida      | Beşiktaş                 | 40 (15)         | 23 mai 1984       | 1               | 0               | 0               | 0               | 0               |
| 10                 | Ricardo Quaresma  | Beşiktaş                 | 23 (3)          | 26 septembre 1983 | 0               | 0               | 0               | 0               | 0               |
| 11                 | Nélson Oliveira   | Benfica Lisbonne         | 1 (0)           | 8 août 1991       | 2               | 0               | 0               | 0               | 0               |
| 17                 | Nani              | Manchester United        | 52 (12)         | 17 novembre 1986  | 4               | 0               | 1               | 0               | 0               |
| 18                 | Silvestre Varela  | FC Porto                 | 5 (1)           | 2 février 1985    | 1               | 1               | 0               | 0               | 0               |
| 23                 | Hélder Postiga    | Real Saragosse           | 47 (19)         | 2 septembre 1982  | 4               | 1               | 1               | 0               | 0               |

 = capitaine --  Gardien de butDéfenseurMilieu de terrainAttaquantSélectionneur

## Qualifications

### Groupe H
| Rang | Équipe   | Pts | J | G | N | P | Bp | Bc | Diff |  | Résultats (▼ dom., ► ext.) |     |     |     |     |     |
| ---- | -------- | --- | - | - | - | - | -- | -- | ---- |  | -------------------------- | --- | --- | --- | --- | --- |
| 1    | Danemark | 19  | 8 | 6 | 1 | 1 | 15 | 6  | +9   |  | Danemark                   |     | 2-1 | 2-0 | 1-0 | 2-0 |
| 2    | Portugal | 16  | 8 | 5 | 1 | 2 | 21 | 12 | +9   |  | Portugal                   | 3-1 |     | 1-0 | 5-3 | 4-4 |
| 3    | Norvège  | 16  | 8 | 5 | 1 | 2 | 10 | 7  | +3   |  | Norvège                    | 1-1 | 1-0 |     | 1-0 | 3-1 |
| 4    | Islande  | 4   | 8 | 1 | 1 | 6 | 6  | 14 | -8   |  | Islande                    | 0-2 | 1-3 | 1-2 |     | 1-0 |
| 5    | Chypre   | 2   | 8 | 0 | 2 | 6 | 7  | 20 | -13  |  | Chypre                     | 1-4 | 0-4 | 1-2 | 0-0 |     |

### Matchs de barrage
| 11 novembre 2011 | Bosnie-Herzégovine | 0 - 0 | Portugal | Stade Bilino Polje, Zenica                   |                                              |
| 20h00 (CET)      |                    |       |          | Spectateurs : 15 292 Arbitrage : Howard Webb | Spectateurs : 15 292 Arbitrage : Howard Webb |
| 20h00 (CET)      | Rapport            |       |          | Spectateurs : 15 292 Arbitrage : Howard Webb | Spectateurs : 15 292 Arbitrage : Howard Webb |

| 15 novembre 2011 | Portugal                                                 | 6 - 2   | Bosnie-Herzégovine                | Estádio da Luz, Lisbonne                        |                                                 |
| 22h00 (CET)      | Ronaldo 8e 53e · Nani 24e · Postiga 72e 82e · Veloso 80e | (2 - 1) | Misimović 41e (pen.) · Spahić 65e | Spectateurs : 47 728 Arbitrage : Wolfgang Stark | Spectateurs : 47 728 Arbitrage : Wolfgang Stark |
| 22h00 (CET)      | Rapport                                                  |         |                                   | Spectateurs : 47 728 Arbitrage : Wolfgang Stark | Spectateurs : 47 728 Arbitrage : Wolfgang Stark |

## Euro 2012

### Premier tour - groupe B
| Rang | Équipe    | Pts | J | G | N | P | Bp | Bc | Diff |
| ---- | --------- | --- | - | - | - | - | -- | -- | ---- |
| 1    | Allemagne | 9   | 3 | 3 | 0 | 0 | 5  | 2  | +3   |
| 2    | Portugal  | 6   | 3 | 2 | 0 | 1 | 5  | 4  | +1   |
| 3    | Danemark  | 3   | 3 | 1 | 0 | 2 | 4  | 5  | -1   |
| 4    | Pays-Bas  | 0   | 3 | 0 | 0 | 3 | 2  | 5  | -3   |

     Équipe qualifiée

#### Allemagne - Portugal
| 9 juin 2012                               | Allemagne | 1 – 0   | Portugal | Arena Lviv, Lviv                                 |                                                  |
| 20:45 (UTC+2) · Historique des rencontres | Gómez 72e | (1 – 0) |          | Spectateurs : 32 990 Arbitrage : Stéphane Lannoy | Spectateurs : 32 990 Arbitrage : Stéphane Lannoy |
| 20:45 (UTC+2) · Historique des rencontres | Rapport   |         |          | Spectateurs : 32 990 Arbitrage : Stéphane Lannoy | Spectateurs : 32 990 Arbitrage : Stéphane Lannoy |

| Allemagne | Portugal |

| Allemagne :     |    |                         |  |     |       |
|                 |    |                         |  |     |       |
| Gardien de but  | 1  | Manuel Neuer            |  |     |       |
|                 | 5  | Mats Hummels            |  |     |       |
|                 | 6  | Sami Khedira            |  |     |       |
|                 | 7  | Bastian Schweinsteiger0 |  |     |       |
|                 | 8  | Mesut Özil              |  |     | 87e   |
|                 | 10 | Lukas Podolski          |  |     |       |
|                 | 13 | Thomas Müller           |  |     | 90+4e |
|                 | 14 | Holger Badstuber        |  | 43e |       |
|                 | 16 | Philipp Lahm            |  |     |       |
|                 | 20 | Jérôme Boateng          |  | 69e |       |
|                 | 23 | Mario Gómez             |  |     | 80e   |
| Remplaçants :   |    |                         |  |     |       |
|                 | 11 | Miroslav Klose          |  |     | 80e   |
|                 | 18 | Toni Kroos              |  |     | 87e   |
|                 | 15 | Lars Bender             |  |     | 90+4e |
| Sélectionneur : |    |                         |  |     |       |
| Joachim Löw     |    |                         |  |     |       |

| Portugal :      |    |                     |  |     |     |
|                 |    |                     |  |     |     |
| Gardien de but  | 12 | Rui Patrício        |  |     |     |
|                 | 2  | Bruno Alves         |  |     |     |
|                 | 3  | Pepe                |  |     |     |
|                 | 4  | Miguel Veloso       |  |     |     |
|                 | 5  | Fábio Coentrão      |  | 60e |     |
|                 | 7  | Cristiano Ronaldo 0 |  |     |     |
|                 | 8  | João Moutinho       |  |     |     |
|                 | 16 | Raul Meireles       |  |     | 80e |
|                 | 17 | Nani                |  |     |     |
|                 | 21 | João Pereira        |  |     |     |
|                 | 23 | Hélder Postiga      |  | 13e | 70e |
| Remplaçants :   |    |                     |  |     |     |
|                 | 11 | Nélson Oliveira     |  |     | 70e |
|                 | 18 | Silvestre Varela    |  |     | 80e |
| Sélectionneur : |    |                     |  |     |     |
| Paulo Bento     |    |                     |  |     |     |

| Assistants : Frédéric Cano Michael Annonier Quatrième arbitre : Marcin Borski Arbitres assistants additionnels : Fredy Fautrel Ruddy Buquet Homme du match : Mesut Özil |

#### Danemark - Portugal
| 13 juin 2012                              | Danemark         | 2 – 3   | Portugal                            | Arena Lviv, Lviv                               |                                                |
| 18:00 (UTC+2) · Historique des rencontres | Bendtner 41e 80e | (1 – 2) | 24e Pepe · 36e Postiga · 87e Varela | Spectateurs : 31 840 Arbitrage : Craig Thomson | Spectateurs : 31 840 Arbitrage : Craig Thomson |
| 18:00 (UTC+2) · Historique des rencontres | Rapport          |         |                                     | Spectateurs : 31 840 Arbitrage : Craig Thomson | Spectateurs : 31 840 Arbitrage : Craig Thomson |

| Danemark | Portugal |

| Danemark :      |    |                     |  |     |     |
|                 |    |                     |  |     |     |
| Gardien de but  | 1  | Stephan Andersen    |  |     |     |
|                 | 3  | Simon Kjær          |  |     |     |
|                 | 4  | Daniel Agger        |  |     |     |
|                 | 5  | Simon Poulsen       |  |     |     |
|                 | 6  | Lars Jacobsen       |  | 81e |     |
|                 | 7  | William Kvist       |  |     |     |
|                 | 8  | Christian Eriksen   |  |     |     |
|                 | 9  | Michael Krohn-Dehli |  |     | 90e |
|                 | 10 | Dennis Rommedahl0   |  |     | 60e |
|                 | 11 | Nicklas Bendtner    |  |     |     |
|                 | 21 | Niki Zimling        |  |     | 16e |
| Remplaçants :   |    |                     |  |     |     |
|                 | 19 | Jakob Poulsen       |  | 56e | 16e |
|                 | 23 | Tobias Mikkelsen    |  |     | 60e |
|                 | 14 | Lasse Schøne        |  |     | 90e |
| Sélectionneur : |    |                     |  |     |     |
| Morten Olsen    |    |                     |  |     |     |

| Portugal :      |    |                     |  |       |     |
|                 |    |                     |  |       |     |
| Gardien de but  | 12 | Rui Patrício        |  |       |     |
|                 | 2  | Bruno Alves         |  |       |     |
|                 | 3  | Pepe                |  |       |     |
|                 | 4  | Miguel Veloso       |  |       |     |
|                 | 5  | Fábio Coentrão      |  |       |     |
|                 | 7  | Cristiano Ronaldo 0 |  | 90+2e |     |
|                 | 8  | João Moutinho       |  |       |     |
|                 | 16 | Raul Meireles       |  | 29e   | 84e |
|                 | 17 | Nani                |  |       | 89e |
|                 | 21 | João Pereira        |  |       |     |
|                 | 23 | Hélder Postiga      |  |       | 64e |
| Remplaçants :   |    |                     |  |       |     |
|                 | 11 | Nélson Oliveira     |  |       | 64e |
|                 | 18 | Silvestre Varela    |  |       | 84e |
|                 | 14 | Rolando             |  |       | 89e |
| Sélectionneur : |    |                     |  |       |     |
| Paulo Bento     |    |                     |  |       |     |

| Assistants : Alasdair Ross Derek Rose Quatrième arbitre : Viktor Shvetsov Arbitres assistants additionnels : William Collum Euan Norris Homme du match : Pepe |

#### Portugal - Pays-Bas
| 17 juin 2012                              | Portugal        | 2 – 1   | Pays-Bas          | Stade Metalist, Kharkiv                         |                                                 |
| 20:45 (UTC+2) · Historique des rencontres | Ronaldo 28e 74e | (1 – 1) | 11e Van der Vaart | Spectateurs : 37 445 Arbitrage : Nicola Rizzoli | Spectateurs : 37 445 Arbitrage : Nicola Rizzoli |
| 20:45 (UTC+2) · Historique des rencontres | Rapport         |         |                   | Spectateurs : 37 445 Arbitrage : Nicola Rizzoli | Spectateurs : 37 445 Arbitrage : Nicola Rizzoli |

| Portugal | Pays-Bas |

| Portugal :      |    |                     |  |       |     |
|                 |    |                     |  |       |     |
| Gardien de but  | 12 | Rui Patrício        |  |       |     |
|                 | 2  | Bruno Alves         |  |       |     |
|                 | 3  | Pepe                |  |       |     |
|                 | 4  | Miguel Veloso       |  |       |     |
|                 | 5  | Fábio Coentrão      |  |       |     |
|                 | 7  | Cristiano Ronaldo 0 |  |       |     |
|                 | 8  | João Moutinho       |  |       |     |
|                 | 16 | Raul Meireles       |  |       | 72e |
|                 | 17 | Nani                |  |       | 87e |
|                 | 21 | João Pereira        |  | 90+2e |     |
|                 | 23 | Hélder Postiga      |  |       | 64e |
| Remplaçants :   |    |                     |  |       |     |
|                 | 11 | Nélson Oliveira     |  |       | 64e |
|                 | 6  | Custódio            |  |       | 72e |
|                 | 14 | Rolando             |  |       | 87e |
| Sélectionneur : |    |                     |  |       |     |
| Paulo Bento     |    |                     |  |       |     |

| Pays-Bas :       |    |                        |  |     |     |
|                  |    |                        |  |     |     |
| Gardien de but   | 1  | Maarten Stekelenburg   |  |     |     |
|                  | 2  | Gregory van der Wiel   |  |     |     |
|                  | 4  | Joris Mathijsen        |  |     |     |
|                  | 8  | Nigel de Jong          |  |     |     |
|                  | 9  | Klaas-Jan Huntelaar    |  |     |     |
|                  | 10 | Wesley Sneijder        |  |     |     |
|                  | 11 | Arjen Robben           |  |     |     |
|                  | 13 | Ron Vlaar              |  |     |     |
|                  | 15 | Jetro Willems          |  | 51e | 67e |
|                  | 16 | Robin van Persie       |  |     | 69e |
|                  | 23 | Rafael van der Vaart 0 |  |     |     |
| Remplaçants :    |    |                        |  |     |     |
|                  | 20 | Ibrahim Afellay        |  |     | 67e |
| Sélectionneur :  |    |                        |  |     |     |
| Bert van Marwijk |    |                        |  |     |     |

| Assistants : Renato Faverani Andrea Stefani Quatrième arbitre : Martin Atkinson Arbitres assistants additionnels : Gianluca Rocchi Paolo Tagliavento Homme du match : Cristiano Ronaldo |

### Quart de finale

#### Tchéquie - Portugal
| 21 juin 2012                        | Tchéquie | 0 – 1   | Portugal    | Stade national, Varsovie                     |                                              |
| 20 h 45 · Historique des rencontres |          | (0 – 0) | 79e Ronaldo | Spectateurs : 55 590 Arbitrage : Howard Webb | Spectateurs : 55 590 Arbitrage : Howard Webb |
| 20 h 45 · Historique des rencontres | Rapport  |         |             | Spectateurs : 55 590 Arbitrage : Howard Webb | Spectateurs : 55 590 Arbitrage : Howard Webb |

| Tchéquie | Portugal |

| Tchéquie :      |    |                         |  |     |     |
|                 |    |                         |  |     |     |
| Gardien de but  | 1  | Petr Čech               |  |     |     |
|                 | 2  | Theodor Gebre Selassie0 |  |     |     |
|                 | 3  | Michal Kadlec           |  |     |     |
|                 | 6  | Tomáš Sivok             |  |     |     |
|                 | 8  | David Limberský         |  | 90e |     |
|                 | 13 | Jaroslav Plašil         |  |     |     |
|                 | 14 | Václav Pilař            |  |     |     |
|                 | 15 | Milan Baroš             |  |     |     |
|                 | 17 | Tomáš Hübschman         |  |     | 86e |
|                 | 19 | Petr Jiráček            |  |     |     |
|                 | 22 | Vladimír Darida         |  |     | 61e |
| Remplaçants :   |    |                         |  |     |     |
|                 | 9  | Jan Rezek               |  |     | 61e |
|                 | 20 | Tomáš Pekhart           |  |     | 86e |
| Sélectionneur : |    |                         |  |     |     |
| Michal Bílek    |    |                         |  |     |     |

| Portugal :      |    |                     |  |     |     |
|                 |    |                     |  |     |     |
| Gardien de but  | 12 | Rui Patrício        |  |     |     |
|                 | 2  | Bruno Alves         |  |     |     |
|                 | 3  | Pepe                |  |     |     |
|                 | 4  | Miguel Veloso       |  | 27e |     |
|                 | 5  | Fábio Coentrão      |  |     |     |
|                 | 7  | Cristiano Ronaldo 0 |  |     |     |
|                 | 8  | João Moutinho       |  |     |     |
|                 | 16 | Raul Meireles       |  |     | 88e |
|                 | 17 | Nani                |  | 26e | 84e |
|                 | 21 | João Pereira        |  |     |     |
|                 | 23 | Hélder Postiga      |  |     | 40e |
| Remplaçants :   |    |                     |  |     |     |
|                 | 9  | Hugo Almeida        |  |     | 40e |
|                 | 6  | Custódio            |  |     | 84e |
|                 | 14 | Rolando             |  |     | 88e |
| Sélectionneur : |    |                     |  |     |     |
| Paulo Bento     |    |                     |  |     |     |

| Assistants : Michael Mullarkey Sander van Roekel Quatrième arbitre : Jonas Eriksson Arbitres assistants additionnels : Martin Atkinson Mark Clattenburg Homme du match : Cristiano Ronaldo |

### Demi-finale

#### Portugal – Espagne
| 27 juin 2012                        | Portugal                       | 0 – 0 a. p.       | Espagne                                     | Donbass Arena, Donetsk   |                          |
| 20 h 45 · Historique des rencontres |                                | (0 – 0)           |                                             | Arbitrage : Cüneyt Çakır | Arbitrage : Cüneyt Çakır |
| 20 h 45 · Historique des rencontres | Rapport                        |                   |                                             | Arbitrage : Cüneyt Çakır | Arbitrage : Cüneyt Çakır |
| 20 h 45 · Historique des rencontres | Moutinho · Pepe · Nani · Alves | Tirs au but 2 – 4 | Alonso · Iniesta · Piqué · Ramos · Fàbregas | Arbitrage : Cüneyt Çakır | Arbitrage : Cüneyt Çakır |

| Portugal | Espagne |

| Portugal :      |    |                   |  |       |      |
|                 |    |                   |  |       |      |
| Gardien de but  | 12 | Rui Patrício      |  |       |      |
|                 | 2  | Bruno Alves       |  | 86e   |      |
|                 | 3  | Pepe              |  | 61e   |      |
|                 | 4  | Miguel Veloso     |  | 90+2e | 106e |
|                 | 5  | Fábio Coentrão    |  | 45e   |      |
|                 | 7  | Cristiano Ronaldo |  |       |      |
|                 | 8  | João Moutinho     |  |       |      |
|                 | 9  | Hugo Almeida      |  |       | 81e  |
|                 | 16 | Raul Meireles     |  |       | 113e |
|                 | 17 | Nani              |  |       |      |
|                 | 21 | João Pereira      |  | 64e   |      |
| Remplaçants :   |    |                   |  |       |      |
|                 | 11 | Nélson Oliveira   |  |       | 81e  |
|                 | 6  | Custódio          |  |       | 106e |
|                 | 18 | Silvestre Varela  |  |       | 113e |
| Sélectionneur : |    |                   |  |       |      |
| Paulo Bento     |    |                   |  |       |      |

| Espagne :          |    |                   |  |      |     |
|                    |    |                   |  |      |     |
| Gardien de but     | 1  | Iker Casillas     |  |      |     |
|                    | 3  | Gerard Piqué      |  |      |     |
|                    | 6  | Andrés Iniesta    |  |      |     |
|                    | 8  | Xavi              |  |      | 86e |
|                    | 11 | Álvaro Negredo    |  |      | 54e |
|                    | 14 | Xabi Alonso       |  | 114e |     |
|                    | 15 | Sergio Ramos      |  | 41e  |     |
|                    | 16 | Sergio Busquets   |  | 60e  |     |
|                    | 17 | Álvaro Arbeloa    |  | 83e  |     |
|                    | 18 | Jordi Alba        |  |      |     |
|                    | 21 | David Silva       |  |      | 60e |
| Remplaçants :      |    |                   |  |      |     |
|                    | 10 | Francesc Fàbregas |  |      | 54e |
|                    | 22 | Jesús Navas       |  |      | 60e |
|                    | 7  | Pedro Rodríguez   |  |      | 86e |
| Sélectionneur :    |    |                   |  |      |     |
| Vicente del Bosque |    |                   |  |      |     |